# Die sieben Monde des Maali Almeida
Die sieben Monde des Maali Almeida (englischer Originaltitel: The seven Moons of Maali Almeida) ist ein 2023 in deutscher Übersetzung erschienener Roman des sri-lankischen Schriftstellers Shehan Karunatilaka. Die englische Originalversion wurde 2022 mit dem Booker Prize ausgezeichnet.
Es handelt sich um den zweiten veröffentlichen Roman des Autors. Er hat Elemente eines Whodunit-Krimis hat und kann als metaphysischer Thriller eingeordnet werden.

## Veröffentlichungsgeschichte
Die Geschichte der sieben Monde des Maali Almeida wurde 2020 erstmals unter dem Titel Chats with the Dead (Gespräche mit den Toten) auf dem indischen Subkontinent von Penguin veröffentlicht. Bei der Suche nach einem internationalen Verleger stieß Shehan Karunatilaka zunächst auf Schwierigkeiten. Viele Verlage lehnten das Buch ab, da sie es als für den westlichen Markt nicht geeignet ansahen. Sort of Books, ein unabhängiges Verlagshaus, willigte schließlich ein, den Roman zu drucken, bat aber darum, es für westliche Leser verständlicher zu machen. Durch die Covid-19-Pandemie kam es zu Verzögerungen, so dass der Überarbeitungsprozess zwei Jahre in Anspruch nahm.
Auf Deutsch erschien das Buch 2023 beim Rowohlt Verlag.

## Inhalt
Der Roman spielt im Colombo von 1990 und wird aus der Perspektive eines toten Fotojournalisten erzählt, der sich Maali Almeida nennt. Dieser erwacht zu Beginn der Geschichte zum Nachleben in einem absurd-grotesken Zwischenreich und wird vor die Aufgabe gestellt, das Licht zu erreichen. Dazu muss er sich nicht nur die Ohren lesen lassen, sondern auch herausfinden, wie er gestorben ist. Er hat dafür sieben Nächte (sieben Monde) Zeit. Er nimmt sich selbst vor, das Leben nach dem Tod dazu zu benutzen, von ihm geschossene und noch nicht veröffentlichte brisante Fotos einem breiten Publikum zugänglich zu machen. Seine Hoffnung dabei ist, dass diese Bilder die Geschichte des von Bürgerkrieg und Korruption gebeutelten Sri Lanka zum Besseren verändern werden.
Maali Almeida wird gleich zu Anfang des Buches Zeuge davon, wie seine Leiche zusammen mit den Leichen anderer beseitigt werden soll. Die dafür angeheuerten Arbeiter stellen sich dabei allerdings so ungeschickt an, dass die Leichen zunächst wieder in ein Tiefkühllager zurückgebracht werden müssen. Ähnlich drastisch grausam und komisch zugleich geht es weiter. Im Verlauf des Romans begegnet Maali Almeida auf seinem Weg durch Colombo nicht nur anderen Verstorbenen, mit denen er teils philosophische Gespräche führt, sondern auch geliebten und ungeliebten Menschen, seinem Mörder und weiteren Bösewichtern jeglicher Couleur – er erinnert sich auch an wichtige Stationen seines Lebens und damit auch an wichtige Teile der Sri Lankischen Geschichte. Es gelingt ihm nach mehreren dramatischen Wendungen, die Lebenden so zu beeinflussen, dass seine Bilder tatsächlich ausgestellt werden. Dies verursacht allerdings nicht den von ihm erhofften Skandal mit einer Politikwende. Während des letzten Mondes behindert er auch noch einen Anschlag auf den von ihm am meisten verachteten und gehassten Minister, um die Leben unschuldiger Menschen im gleichen Gebäude zu retten.
Am Ende des Romans erreicht Maali Almeida tatsächlich das Licht.

## Rezeption
In der Begründung für die Auszeichnung mit dem Booker Prize hieß es, der Roman sei  für seine "ambition, the scope, the skill, the daring, the audacity and the hilarity of the execution. (dt. den Anspruch, seine inhaltlichen Breite, sein Geschick, den Mut und die Komik der Ausführung)" bewundernswert. Es sei ein Buch, das "will go on being read and go on being worth reading (dt. weiterhin gelesen werden und weiterhin lesenswert sein wird)".
Angela Schader sieht für den Perlentaucher das Buch als einen "wilden Totentanz", der seine "Bannkraft und Wirkung" daraus bezieht, dass "das Licht nie ganz ausgeht. Das Lachen nicht verstummt."